# Château de la Plaine
Le château de la Plaine est un château situé sur la commune de Fondettes, dans le département d'Indre-et-Loire.

## Localisation
Le château de la Plaine et son site sont localisés dans la partie sud-est de la commune de Fondettes, ville située au sein de l'arrondissement de Tours, département d'Indre-et-Loire, en région Centre-Val de Loire.
Le domaine du château est borné par la rue des Trois Maries, à l'est et au nord-est ; par l'avenue du Général de Gaulle (route départemental 3) et la rue de la Petite Plaine, au sud, sud-est et sud-ouest ; par la rue du Crucifix Rigalou dans ses marges ouest ; et est longé par la rue Romain Rolland, au nord et nord-ouest. Par ailleurs, le site de la Plaine est placé à proximité du périphérique de Tours (RD no 37), axe routier desservi par l'autoroute A10, et est également localisé non-loin du cours de la Choisille, rivière affluente de la Loire. Ces deux itinéraires s'acheminent en direction est de la Plaine.
| - OpenStreetMap Géocalisation du site et du château de la Plaine, à Fondettes. |

## Historique

### Le site de la Plaine avant la construction de l'actuel château

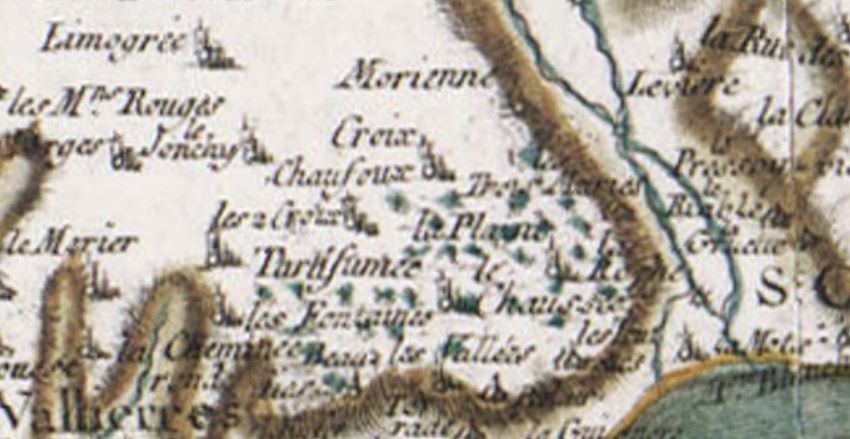
Le lieu-dit de La Plaine sur la carte de Cassini, au XVIIIe siècle.

Le lieu est à l'origine le siège d'une villa gallo-romaine. Une closerie, composée d'un manoir, y est édifiée au XVIIe siècle. Deux extraits de registres féodaux, l'un établi au 7 juin 1689 et l'autre daté du 14 décembre 1785, mettent en évidence que les terres de La Plaine, lieu-dit également connu sous le nom de « La petite Plaine », se présentaient sous la forme d'un fief dépendant des paroisses de Charcenay et de Chaumont.
Par ailleurs, vers la fin du XVIIe jusqu'au début du XVIIIe siècle, le domaine, jusqu'alors détenu par la Collégiale de Saint-Martin de Tours, ainsi que l'ancienne demeure de la Plaine ont appartenu à Nicolas-Jean Mercier, conseiller du roi et échevin de la ville de Paris, également propriétaire du domaine de Charcenay.
Il devient propriété de la famille Goüin par héritage au XVIIIe siècle. En 1785, en la chapelle de la Plaine, le mariage du banquier Alexandre-Pierre-François Goüin avec Marie-Madeleine Benoist de La Grandière (fille du maire de Tours Étienne Benoist de La Grandière) est célébrée par le chanoine de La Grandière, oncle de la mariée, en présence du corps de la ville de Tours,. Deux ans auparavant, l'abbé Henri Dubaut y avait célébré le mariage de la sœur d'Alexandre-Pierre-François Goüin, ses cousins germains.

### Construction et propriétaires successifs
L'ancien manoir de la Plaine est brûlé par accident alors qu'il était occupé par les troupes prussiennes en 1871, à la fin conflit franco-allemand de 1870,.

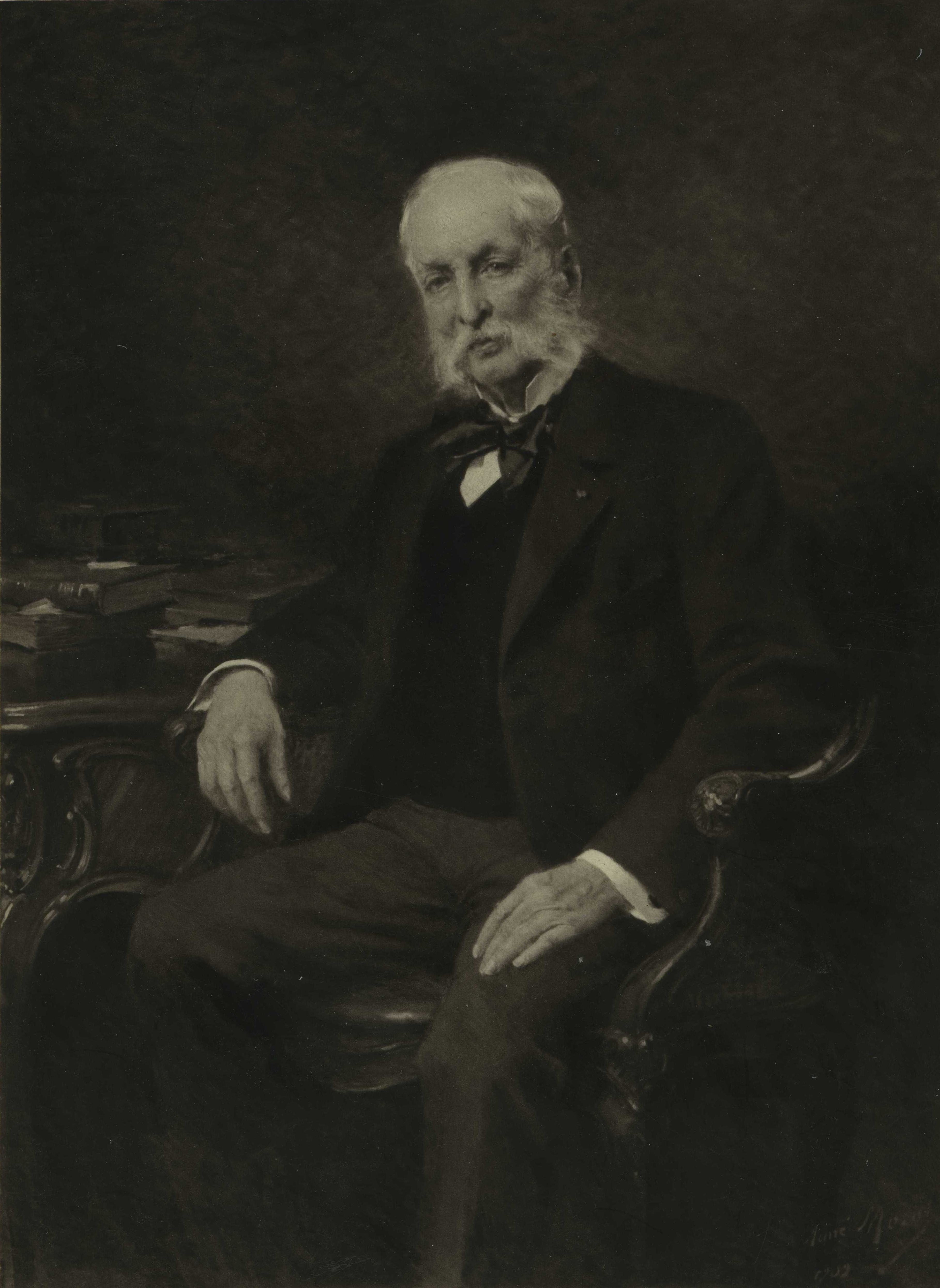
Portrait du banquier et ancien maire de Fondettes Eugène Gouin (1818-1909), par l'artiste-peintre Aimé Morot.

Eugène Goüin (1818-1909) fait alors construire l'actuel château entre 1872 et 1874 par l'architecte tourangeau Edmond Meffre . C'est dans cet édifice tourangeau que le banquier, devenu maire de Fondettes de 1884 à 1892, pu garantir la pérennité et la succession des affaires de la banque familiale. Eugène Goüin acquiert par ailleurs le manoir de Malitourne et son domaine de 400 hectares, situé sur la commune voisine de Luynes, pour en faire son relais de chasse.
Au cours du deuxième conflit mondial, en 1940, sur décision ministérielle prise deux ans plus tôt — le 16 décembre 1938 —, le siège du Sénat est déplacée de la capitale, estimée trop dangereuse, vers Tours. Les plus hauts  fonctionnaires sénatoriaux, leurs secrétaires généraux, ainsi que leurs proches, dès lors rapatriés hors de la zone occupée, prennent domicile à Fondettes. Le château, alors propriété du banquier André Goüin, par ailleurs également maire de Fondettes et conseiller général, devient ainsi, le temps de quelques jours, la résidence officielle du Président du Sénat, Jules Jeanneney, et de sa famille,. Alors que les autres membres du Sénat sont parvenus à Fondettes par voie ferroviaire grâce au « train parlementaire », le président de l'institution de l'époque, Jules Jeanneney s'est, quant à lui, déplacé au château de la Plaine au moyen d'un véhicule automobile. Toutefois, face à l'inexorable progression des troupes allemandes sur le territoire français, les parlementaires sénatoriaux et leur président, ne demeurent qu'un court laps de temps au sein du pied-à-terre tourangeau et prennent ainsi le départ au matin du 14 juin 1940 afin de se replier en direction de Bordeaux,.
Vers la fin de la Seconde Guerre mondiale, juste après la période d'occupation et lors de la libération par les forces alliées, en août 1944, un soldat de la Wehrmacht, fuyant les troupes américaines, est venu trouvé refuge chez des locataires du château de la Plaine qui ont accepté de le dissimuler.
En 1950, la famille Goüin revend le château au conseil général d'Indre-et-Loire, la propriété devenant alors le siège du Lycée agricole de Tours-Fondettes. En 1953, un film documentaire, intitulé Au château de la Plaine, est tourné dans l'enceinte du bâtiment tourangeau.

## Architecture et description
Le château de la Plaine est entouré d'un parc de 23 ha qui domine la rivière de la Choisille, ainsi que d'un étang. En 1864, un bélier hydraulique et son bief sont installés à Charcenay afin d'alimenter le domaine. Cette pièce, créée par M. Bollée et unique en son genre, se compose de deux béliers en série qui pompaient l'eau jusqu'au réservoir du château situé au-dessus du niveau de la Choisille.

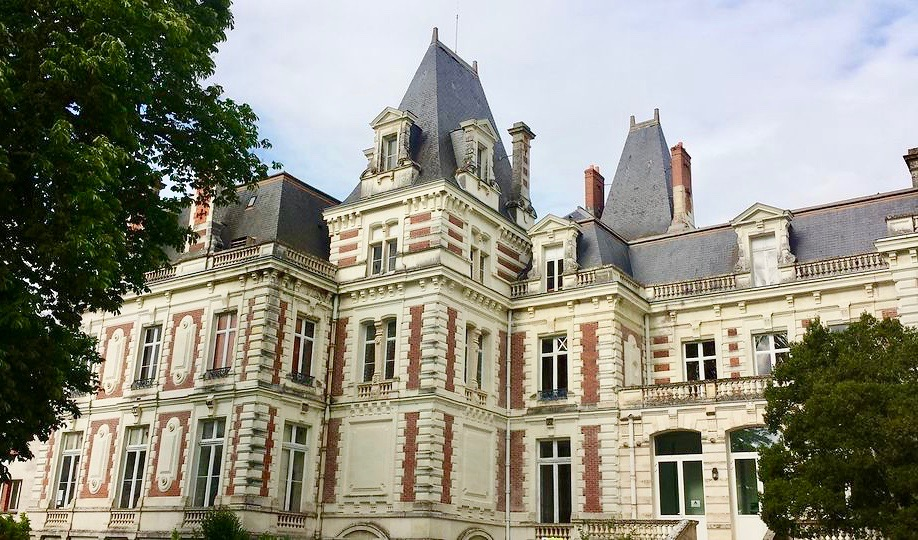
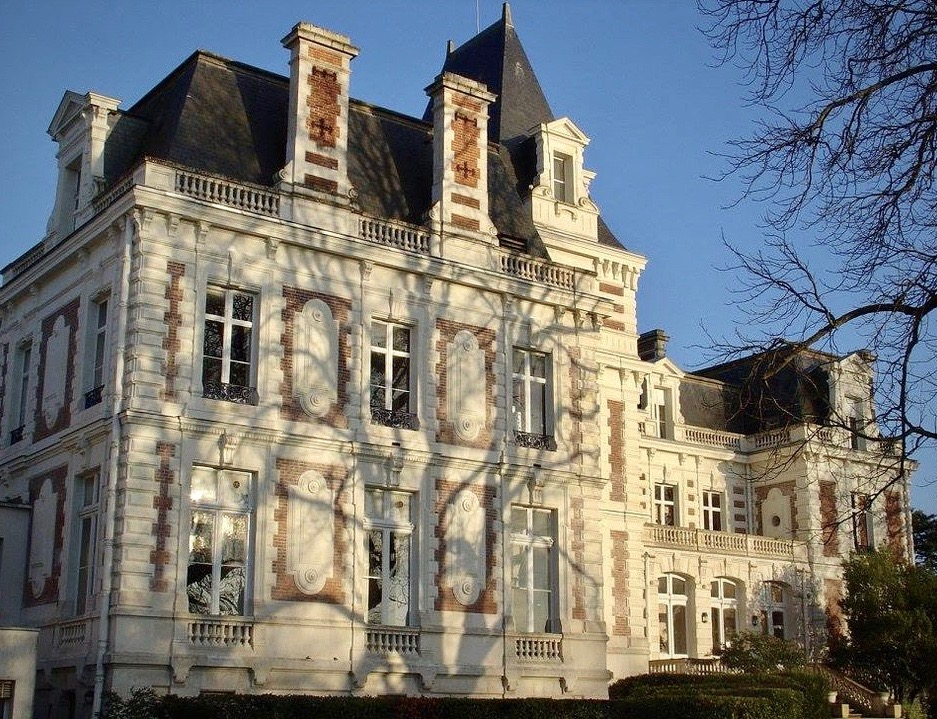
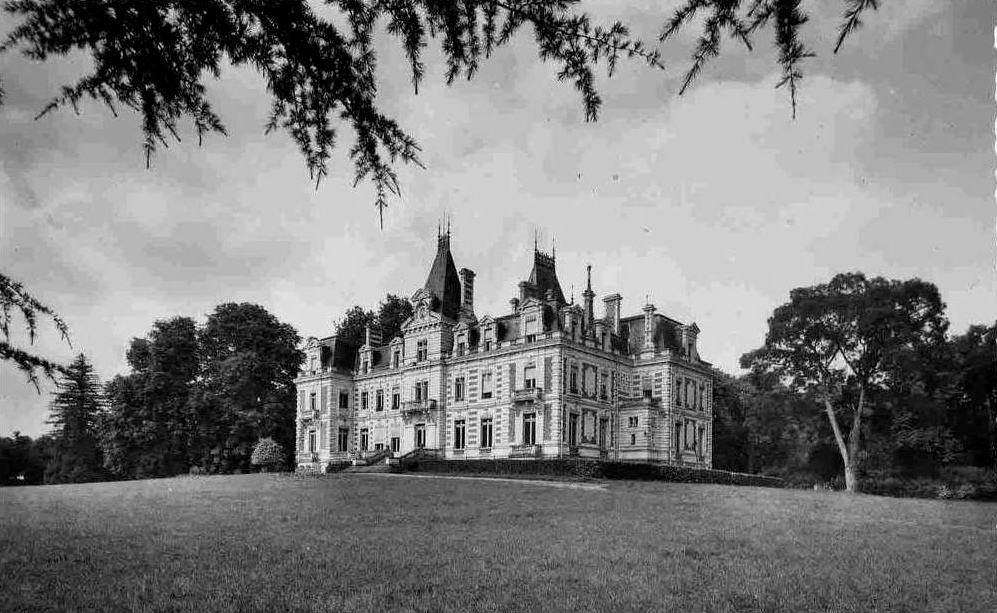
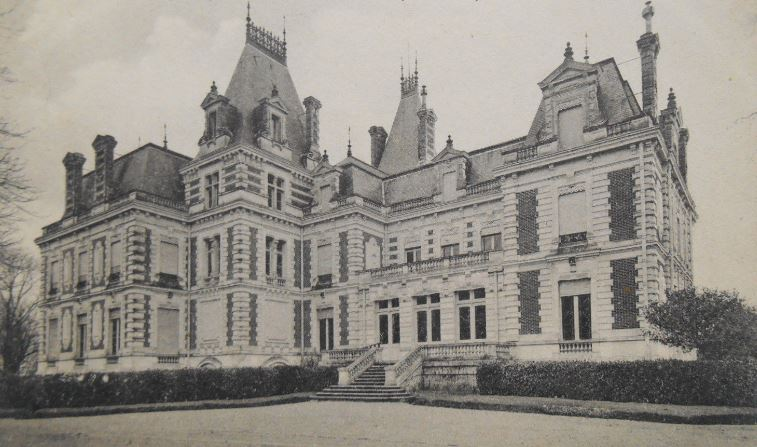
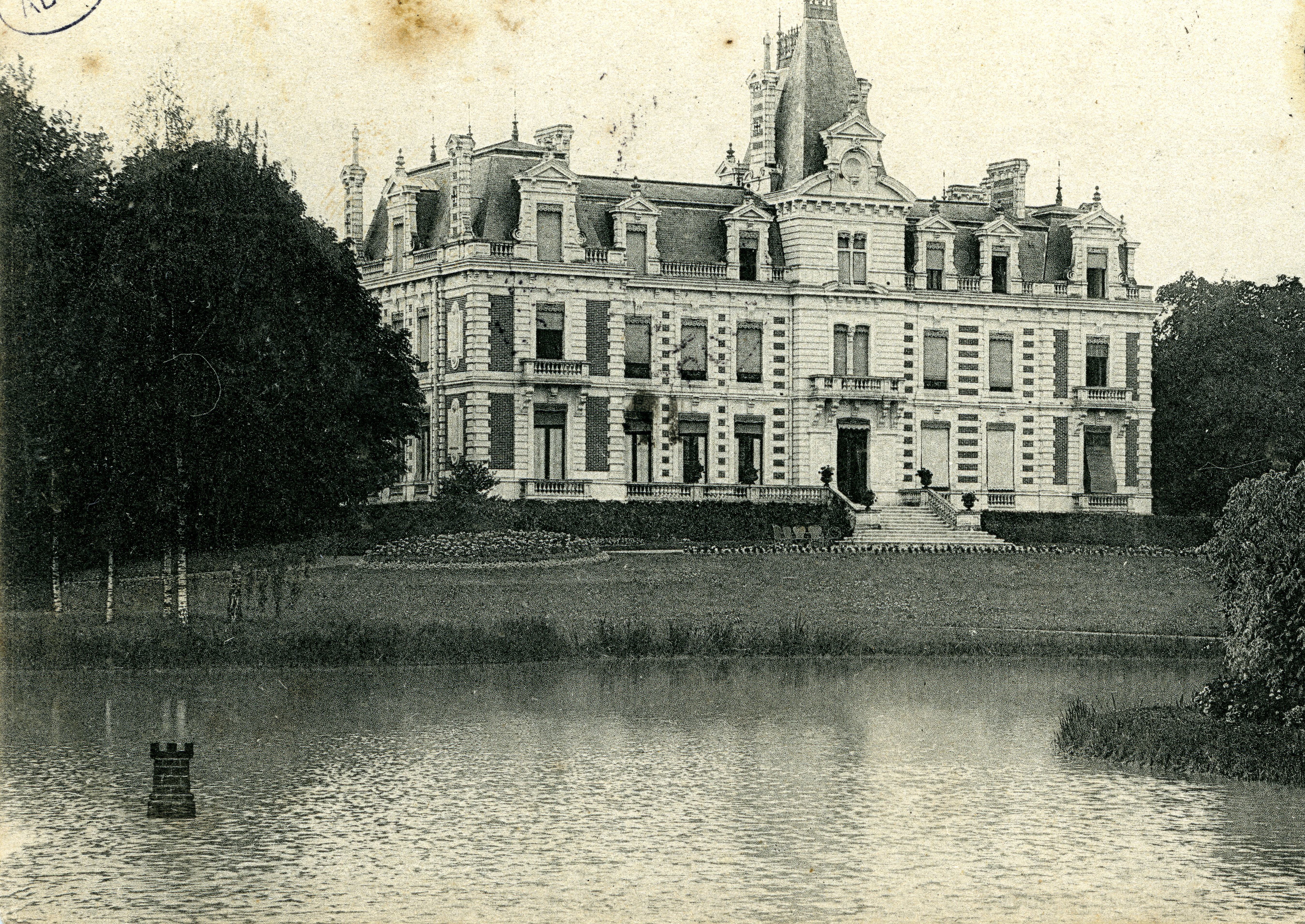
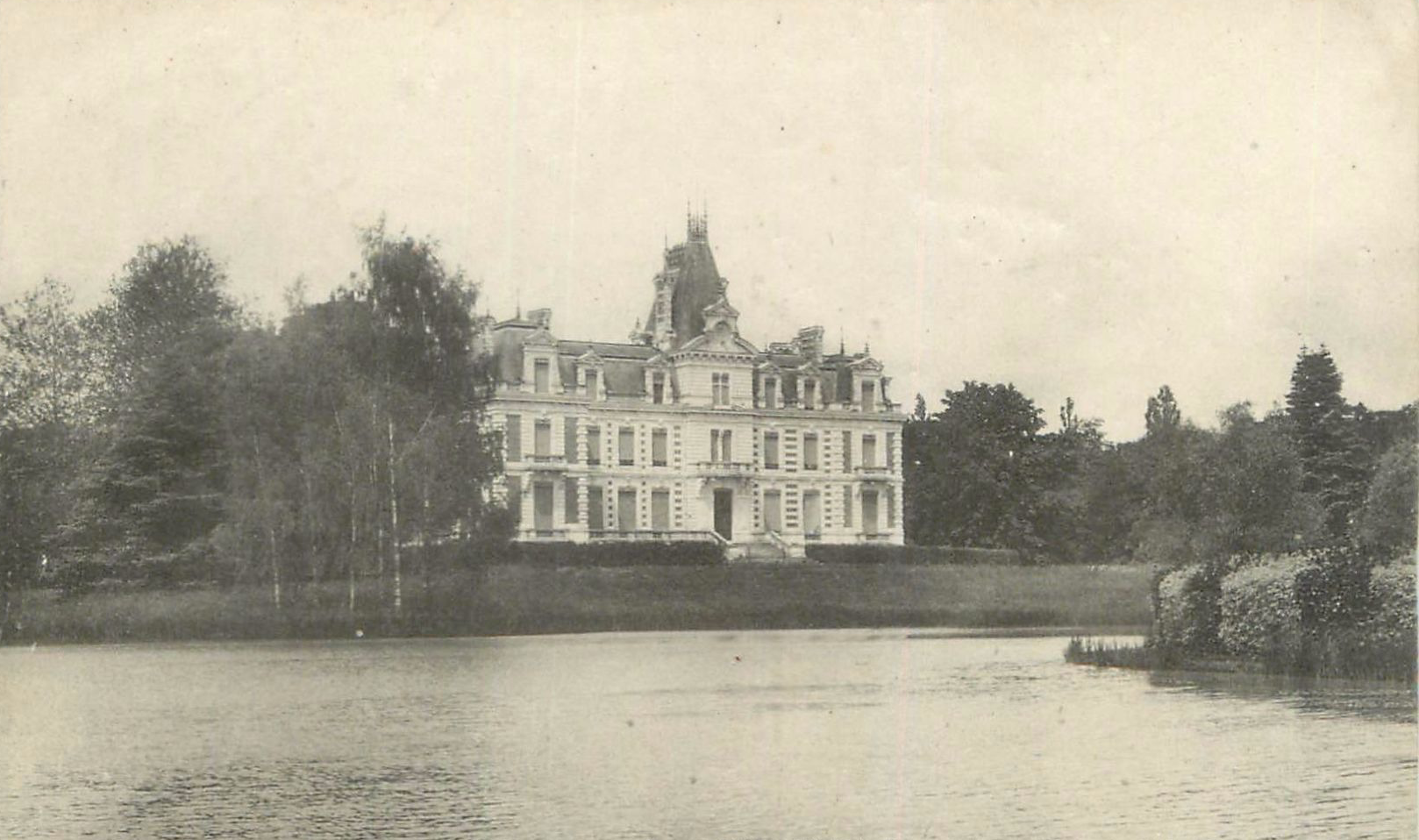